# Lezama (municipio)
Lezama era un municipio español que estaba situado en la provincia de Álava.

## Historia
Lezama se constituyó en ayuntamiento en 1841. En 1976 el municipio fue anexionado por Amurrio y sus 5 pueblos pasaron a ser concejos o juntas administrativas dentro de Amurrio. En 2007 hubo un intento de revertir la anexión, pero la propuesta no prosperó en las Juntas Generales de Álava ante la oposición de EA, PSE-PSOE y PP, que no tuvieron en consideración la solicitud realizada por los vecinos de este antiguo municipio, así como los de Arrastaria.

## Concejos
- Barambio (en euskera y oficialmente Baranbio)
- Larrimbe (en euskera y oficialmente Larrinbe)
- Lecamaña (en euskera y oficialmente Lekamaña)
- Lezama, capital del municipio.
- Saracho (en euskera y oficialmente Saratxo)

## Demografía
| Gráfica de evolución demográfica de Lezama entre 1842 y 1970 |
| |
| Población de derecho según los censos de población del INE Población de hecho según los censos de población del INEEntre el censo de 1981 y el anterior, este municipio desaparece porque se integra en el municipio 01002 (Amurrio) |